# SIG Sauer

Logo.

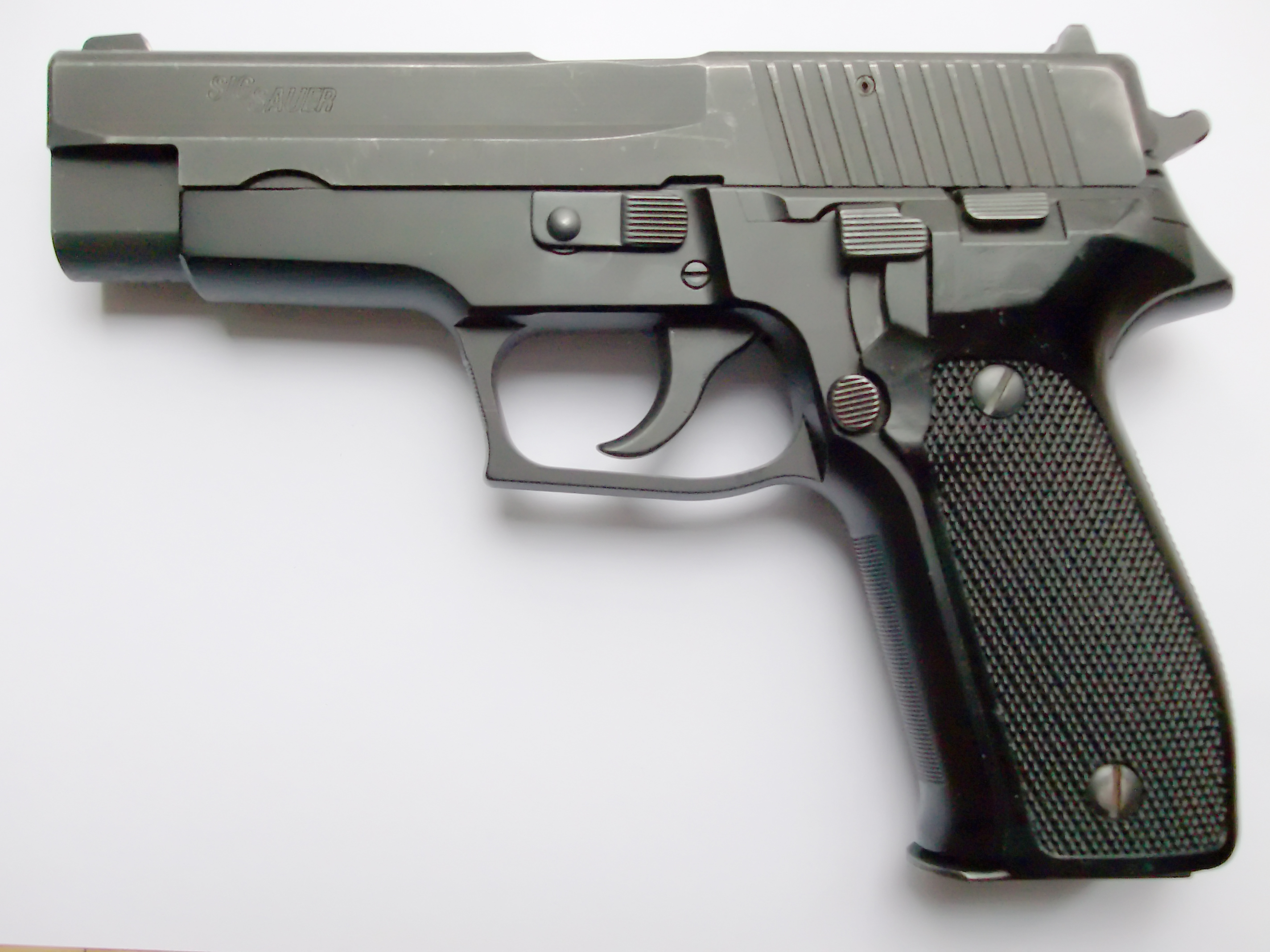
SIG Sauer P226.

SIG Sauer är varumärke på vapen, pistoler och automatvapen från det tyska företaget J.P. Sauer & Sohn. 
Pistolmodeller från SIG Sauer är bland annat P225, P226, p227, P228, P229 och P239. Automatvapenmodeller finns i bland annat SIG 552.

## Tjänstevapen
Den svenska polisens tjänstevapen var sedan 1980-talet fram till år 2023 modellerna P225, P226, P228, P229, P239 (beroende på myndighet). Från 2023 övergick man till fabrikatet Glock och modell 45.